# Носовий цикл

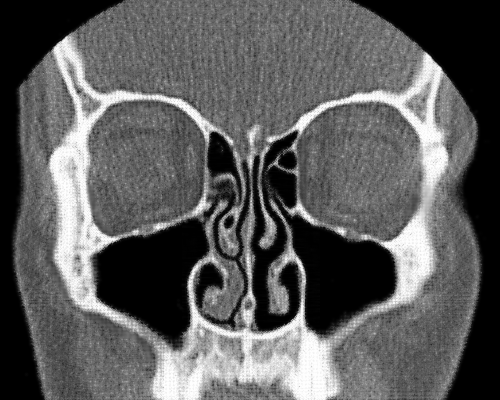
Носовий цикл: ліва раковина набухла, права — вільна

Носовий цикл — явище періодичного набухання носових раковин без зовнішнього подразнення. Процес спостерігається у близька 80% населення та відповідає за відновлення слизової оболонки носа. Регулюється гіпоталамусом.
Ефект було вперше описано у 1885 році Вроцлавським лікарем Річардом Кайзером.

## Функціонування
Ненабухший (вільний) стан називається робочою фазою. У робочій фазі через носову порожнину проходить багато повітря. Виникає підвищена турбуленція, так що повітря, що вдихається, краще зволожується.
При набуханні однієї із сторін виникає фаза спокою. У фазі спокою через носову порожнину проходить менше повітря, і турбуленція зменшується. Через це зменшується також контакт вдихуваного повітря із слизовою оболонкою, яка у той час набирається тепла та вологи.

## Властивості
У здорової людини носовий цикл триває від 30 хвилин до 14 годин, у середньому — 2,4 години. Різниця між днем та ніччю не істотна. Однак відношення потоків повітря для робочої фази та фази спокою уночі помітно вище.